# خاسانای
خاسانای (به لاتین: Khasanay) یک منطقهٔ مسکونی در روسیه است که در شهرستان بابایورتوفسکی واقع شده‌است.